# Ololygon
Genre
Ololygon est un genre d'amphibiens de la famille des Hylidae.

## Répartition
Les 45 espèces de ce genre se rencontrent au Brésil, au Argentine et en Uruguay.

## Liste des espèces
Selon Amphibian Species of the World (9 juin 2017) :
- Ololygon agilis (Cruz & Peixoto, 1983)
- Ololygon albicans (Bokermann, 1967)
- Ololygon alcatraz (Lutz, 1973)
- Ololygon angrensis (Lutz, 1973)
- Ololygon arduous (Peixoto, 2002)
- Ololygon argyreornata (Miranda-Ribeiro, 1926)
- Ololygon ariadne (Bokermann, 1967)
- Ololygon aromothyella (Faivovich, 2005)
- Ololygon atrata (Peixoto, 1989)
- Ololygon belloni (Faivovich, Gasparini, & Haddad, 2010)
- Ololygon berthae (Barrio, 1962)
- Ololygon brieni (De Witte, 1930)
- Ololygon canastrensis (Cardoso & Haddad, 1982)
- Ololygon carnevallii Caramaschi & Kisteumacher, 1989
- Ololygon catharinae (Boulenger, 1888)
- Ololygon centralis (Pombal & Bastos, 1996)
- Ololygon cosenzai (Lacerda, Peixoto, & Feio, 2012)
- Ololygon faivovichi (Brasileiro, Oyamaguchi, & Haddad, 2007)
- Ololygon flavoguttata (Lutz & Lutz, 1939)
- Ololygon heyeri Peixoto & Weygoldt, 1986
- Ololygon hiemalis (Haddad & Pombal, 1987)
- Ololygon humilis (A. Lutz & B. Lutz, 1954)
- Ololygon insperata (Silva & Alves-Silva, 2011)
- Ololygon jureia (Pombal & Gordo, 1991)
- Ololygon kautskyi Carvalho-e-Silva & Peixoto, 1991
- Ololygon littoralis (Pombal & Gordo, 1991)
- Ololygon littoreus Peixoto, 1988
- Ololygon longilinea (Lutz, 1968)
- Ololygon luizotavioi Caramaschi & Kisteumacher, 1989
- Ololygon machadoi (Bokermann & Sazima, 1973)
- Ololygon melloi Peixoto, 1989
- Ololygon muriciensis (Cruz, Nunes, & Lima, 2011)
- Ololygon obtriangulata (Lutz, 1973)
- Ololygon peixotoi (Brasileiro, Haddad, Sawaya, & Martins, 2007)
- Ololygon perpusilla (Lutz & Lutz, 1939)
- Ololygon pombali (Lourenço, Carvalho, Baêta, Pezzuti, & Leite, 2013)
- Ololygon ranki (Andrade & Cardoso, 1987)
- Ololygon rizibilis (Bokermann, 1964)
- Ololygon skaios (Pombal, Carvalho, Canelas, & Bastos, 2010)
- Ololygon skuki (Lima, Cruz, & Azevedo, 2011)
- Ololygon strigilata (Spix, 1824)
- Ololygon trapicheiroi (A. Lutz & B. Lutz, 1954)
- Ololygon tripui (Lourenço, Nascimento, & Pires, 2010)
- Ololygon tupinamba (Silva & Alves-Silva, 2008)
- Ololygon v-signata (Lutz, 1968)

## Systématique et taxinomie
Ce genre a été relevé de sa synonymie avec Scinax par Duellman, Marion et Hedges en 2016.

## Publication originale
- Fitzinger, 1843 : Systema Reptilium, fasciculus primus, Amblyglossae. Braumüller et Seidel, Wien, p. 1-106. (texte intégral).